# Wilhelm Lepenau

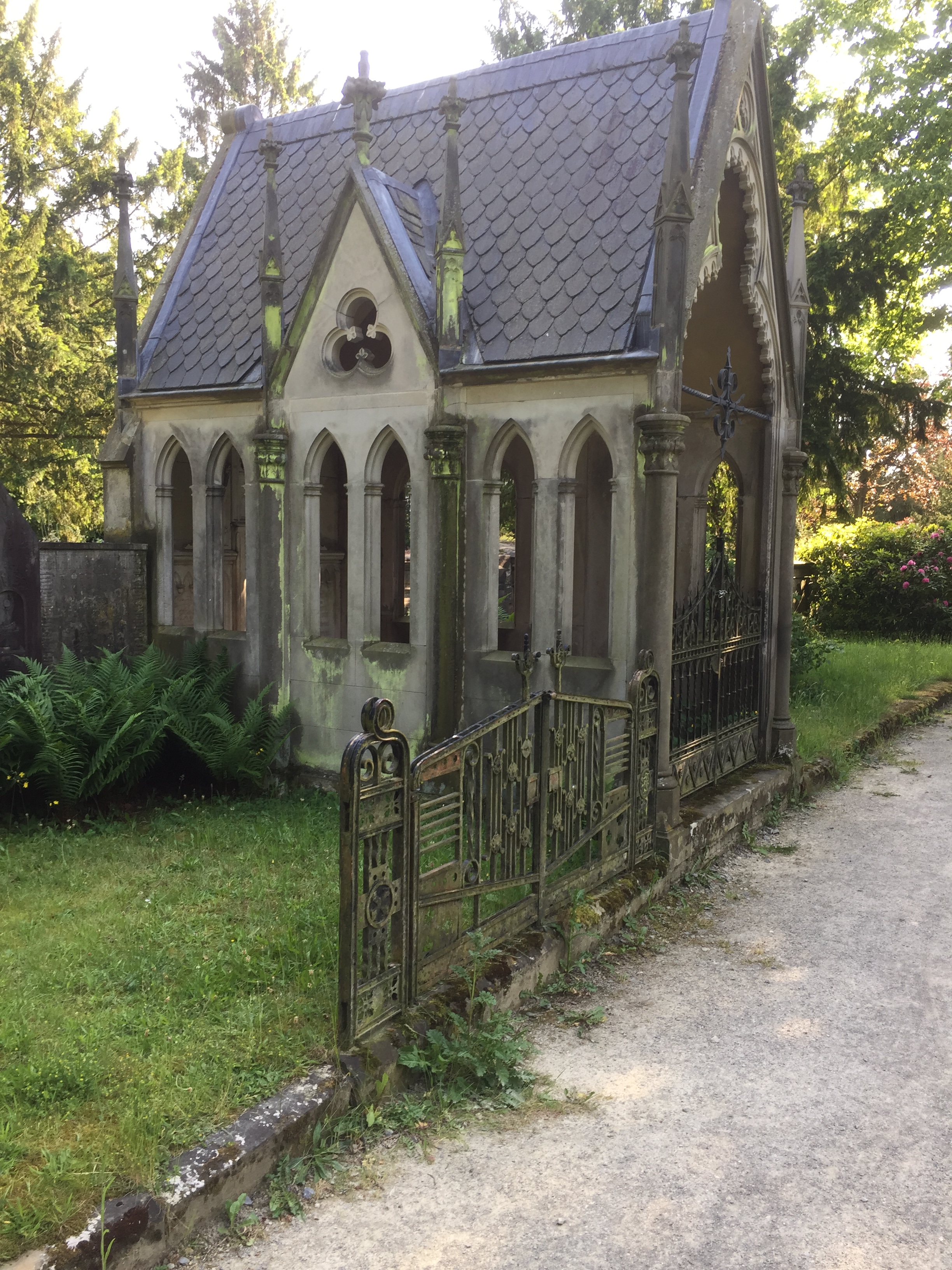
Grabkapelle der Familie Lepenau auf dem Hasefriedhof

Wilhelm Heinrich Lepenau (* 30. Juli 1838 in Hanau als Wilhelm Heinrich Levinau; † 19. Oktober 1901 in Baden-Baden) war ein deutscher Chemiker und Unternehmer. Er gründete 1860 die Raffinerie Salzbergen, die älteste noch produzierende Spezialraffinerie der Welt. Lepenau war ein Pionier der Raffinierung von Erdöl in Deutschland und entwickelte das nach ihm benannte Leptometer, mit dem bis in die 1920er Jahre hinein die Viskosität von Ölen gemessen wurde.

## Leben

### Herkunft, Jugend und Studium
Wilhelm wurde als viertes und jüngste Kind des jüdischen Bankiers und Partikuliers Benaia Heinrich Levinau (* um 1790 in Fürth, aufgewachsen in Augsburg; † 17. Juli 1848 in Mainz) und dessen Ehefrau Rebecca Cassel (* 2. Juli 1809 in Nürnberg als Tochter des jüdischen Kaufmanns Baruch Joseph Cassel und dessen Ehefrau Sophie geb. Löb, aufgewachsen in Köln; † 18. Oktober 1879 in Wiesbaden) geboren. Er wuchs augenscheinlich in vermögenden Verhältnissen auf. Findet man im Ehekontrakt der Eltern von 1829 noch die Berufsbezeichnung Bankier, so ist bereits beim Geburtseintrag Lepenaus im Synagogenbuch Hanau für den Vater der Begriff „Partikulier“ aufgeführt, in späteren Aufschreibungen wird er als Rentier bezeichnet. Beide Begriffe sagen aus, dass der Betreffende keinem eigentlichen Beruf nachgeht, sondern vielmehr von seinem Besitz lebt.
Die Familie Levinau wechselte oft den Wohnort. Nach der Heirat 1829 in Darmstadt lebte sie zunächst in Offenbach, wo 1830 die Tochter Emma geboren wurde († 1870). Die beiden darauf folgenden Söhne Carl Heinrich (1831–1870) und Gustav Heinrich (* 1833) wurden in Frankfurt am Main, später lebte die Familie in Hanau und schließlich in Mainz.
1855 immatrikulierte Wilhelm sich für das Studium der Chirurgie an der Universität Gießen, wechselte aber bald zur Chemie. Er promovierte nach nur zweijährigem Studium am 30. Juli 1857, seinem 19. Geburtstag. Unter den prüfenden Professoren war Heinrich Will, der dem bekannten Chemiker Justus von Liebig auf den Lehrstuhl der Chemie an der Universität Gießen gefolgt war. Während seiner Studienzeit lebte Levinau zur Untermiete beim Kaufmann Hirsch in Gießen.
1858 beantragte Wilhelm Heinrich Levinau mit Erfolg die Namensänderung. Sechs Jahre nach seinem Bruder Carl und nur wenige Monate nach seinem Bruder Gustav änderte er seinen Familiennamen in Lepenau und konvertierte in der Folge zum evangelisch-lutherischen Christentum.

### Familie
1865 heiratete Lepenau in Köln Clara Kaufmann (* 30. November 1843 in Köln; † 5. Juni 1889 in Berlin), die Tochter des jüdischen Kaufmanns und Gutsbesitzers Marcus Kaufmann aus Köln und dessen Ehefrau, der Bankierstochter Friederike Scheuer aus Düsseldorf. Ihre Schwester Ida Amalia, heiratete 1880 den Mathematikprofessor Max Noether aus Erlangen.

### Späte Lebensjahre
1882 zog die Familie Lepenau nach Berlin. In den folgenden Jahren ereilten Lepenau einige Schicksalsschläge. 1887 zunächst der Suizid seiner ältesten Tochter, 1889 verstarb seine Frau Clara, erst 46-jährig, in Berlin und 1891 brannte die Salzbergener Raffinerie, sein Lebenswerk, zu großen Teilen nieder.
1890 oder 1891 zog Lepenau wieder nach Salzbergen, 1893 nach Osnabrück, in einer Villa an der Karlsstraße in der Nähe des Doms.
Zu dieser Zeit wurde Lepenau wohltätig aktiv. Nach dem Tode seiner Frau rief er die Clara-Lepenau-Stiftung ins Leben, die bedürftige Wöchnerinnen der Gemeinde Salzbergen unterstützte. Die Freiwillige Feuerwehr Salzbergen konnte mit Hilfe Lepenaus ihre Ausrüstung durch neue Spritzen erweitern. Für die neu erbaute katholische Pfarrkirche St. Cyriakus stiftete der Protestant Lepenau eines der Fenster. Und auch die Eröffnung einer evangelischen Schule in Salzbergen wurde durch die Fürsprache Lepenaus und seiner finanziellen Unterstützung maßgeblich vorangetrieben.
Am 25. Februar 1900 beschloss der Gemeinderat Salzbergen Wilhelm Heinrich Lepenau in Anerkennung seiner Verdienste die Ehrenbürgerwürde zu verleihen.
Lepenau starb am 19. Oktober 1901 während eines Kuraufenthaltes in Baden-Baden. Sein Leichnam wurde nach Osnabrück überführt und auf dem Hasefriedhof beigesetzt. Die neugotische Grabkapelle, wo noch sechs weitere Mitglieder der Familie Lepenau bestattet sind, blieb erhalten und wurde auf Initiative des Förderkreises Hasefriedhof-Johannesfriedhof e. V. restauriert.

## Lepenau und die Raffinerie Salzbergen

### Gründung
1861 trat Lepenau in ein Konsortium von fünf Geschäftspartnern ein, welches die Paraffin- und Photogenfabrik in Salzbergen im Emsland betrieb. Ein Jahr zuvor, am 3. Juni 1860, hatte das Konsortium unter der Leitung des Kaufmanns Leopold Gompertz die Erlaubnis vom Königlichen Amt in Lingen erhalten, aus dem in Salzbergen vorkommenden bituminösen Schiefergestein Öl zu gewinnen. Eine nicht unwichtige Rolle spielte in diesem Zusammenhang der Hummeldorfer Landwirt und Ziegeleibesitzer Bernhard Dieckmann, der als eine Art Unterhändler zwischen den Behörden und dem Konsortium fungierte. Er konnte allerdings nicht verhindern, dass Gompertz die häusliche Niederlassung in Salzbergen von den Eingesessenen verwehrt wurde, und zwar nachdem dieser sich eindeutig zum „mosaischen Glauben“ (diese Formulierung findet man im Schreiben von Gompertz an das Königliche Amt in Lingen im Dezember 1860) bekannt hatte. Trotz mehrerer Eingaben auch an höherer Stelle, erhielt Gompertz keine Genehmigung zur Niederlassung. Vielmehr schrieb die Königliche Landdrostei in Osnabrück am 31. Januar 1861 an das Königliche Amt in Lingen: „In Erwiderung auf den Bericht vom 31. v. M. können wir uns nicht veranlasst finden, Kraft der Uns vom Königlichen Ministerium des Inneren ertheilten Ermächtigung zur Gestattung von Ausnahmen von der Vorschrift im §71 des Gesetzes über die Rechtsverhältnisse der Juden vom 30. September 1842 dem israelitischen Kaufmann und Fabrikanten Leopold Gompertz aus Cleve die Niederlassung in Salzbergen zu gestatten. Das Königliche Amt hat solches dem Gompertz zu eröffnen“. Daraufhin zog Gompertz sich aus dem Konsortium zurück. An seine Stelle trat der erst 23-jährige Lepenau, der schon bald federführend die Geschäfte der Fabrik vorantrieb. Es ist anzunehmen, dass Lepenau schon zu diesem Zeitpunkt konvertiert war oder dass er erfolgreich seine jüdische Herkunft verbergen konnte, denn er bekam die Erlaubnis zur Niederlassung.
Schnell erkannte Lepenau, dass die Gewinnung von Ölschiefer nicht sehr lukrativ war. Täglich wurden unter enormen Arbeitsaufwand 100 t Schiefergestein zerkleinert, aus dem dann in gusseisernen Retorten das Öl abdestilliert wurde. 200 Liter waren es pro Tag, zu wenig, um das Werk auf Dauer wirtschaftlich betreiben zu können. Die Gewinnung von Ölschiefer wurde 1866 komplett eingestellt. Zwischenzeitlich hatte Lepenau ein anderes, wesentlich produktiveres Geschäftsfeld aufgetan. 1859 war Colonel Drake im amerikanischen Bundesstaat Pennsylvania bei Bohrungen auf große Mengen Erdöl gestoßen. Nur drei Jahre später leistete Lepenau Pionierarbeit und führte per Segelschiff über Antwerpen oder Leer Rohöl aus den Vereinigten Staaten ein und verarbeitete es als erster deutscher Unternehmer per Blasendestillation zu Benzin, Petroleum und Schmieröl. Das in Fässern abgefüllte Rohöl gelangte von den Häfen aus mit der Eisenbahn nach Salzbergen. Im gleichen Jahr beantragte Lepenau, dass die Fabrik auch an Sonn- und Feiertagen betrieben werden dürfe. Dies wurde ihm vom Königlichen Amt gestattet. Das Geschäft begann zu florieren, die Fabrik wurde vergrößert und auch die Personalstärke wuchs. 1863 arbeiteten sieben Männer in der Fabrik, wenige Jahre später waren es schon 15.
1865 erfolgte die Eintragung des Werkes in das Handelsregister unter dem neuen Namen Dr. W.-H. Lepenau-Fabrik. Alleiniger Inhaber war ab diesem Zeitpunkt der Namensgeber.

### Expansion
1867 hatte Lepenau auch die kaufmännische Verwaltung seiner Salzbergener Fabrik nach Osnabrück verlegt. Die technische Leitung in Salzbergen oblag zu der Zeit dem Chemiker Louis Mengel. 1874 wurde die erste Filiale der Fabrik in Plagwitz bei Leipzig eröffnet. Von hier aus wurde der Schmierölvertrieb in Sachsen und Exporte nach Österreich-Ungarn und Russland abgewickelt. 1877 erfolgte die Rückverlegung der Verwaltung nach Salzbergen zugleich auch der Umzug der Familie Lepenau in das neu erbaute Wohnhaus auf dem Werksgelände in Salzbergen. Das nach ihrem Erbauer benannte „Lepenau-Haus“ steht trotz starker Beschädigung am Ende des Zweiten Weltkrieges heute noch und ist Teil des Verwaltungstraktes der Raffinerie.
Die Erdölraffinerie hatte sich zum Ende der 1870er Jahre in Salzbergen fest etabliert. Neben den Männern, die ihr tägliches Brot in der Fabrik verdienten, konnten auch einige Heuerleute und kleinere Bauern ihr Einkommen aufbessern durch Spanndienste, die sie für Lepenau ausführten, oder Hilfsarbeiten im Werk. Leider gibt es erst wieder seit 1910 gesicherte Belegschaftszahlen, man kann aber auf Grund der gesamten Entwicklung des Werkes vermuten, dass 20 Jahre nach Inbetriebnahme der Fabrik dort in etwa 25–30 Männer arbeiteten.
1880 konnte die Lepenau-Fabrik einen äußerst lukrativen Vertrag mit den deutschen Eisenbahnen abschließen, die fortan mit Schmierölen beliefert wurden. Im gleichen Jahr wurde erstmals russisches Rohöl aus Baku verarbeitet, welches aber in den Folgejahren immer mehr durch deutsches Rohöl aus Wietze verdrängt wurde. Das Baku-Rohöl wurde über St. Petersburg nach Lübeck, später nach Leer eingeführt. Der Weitertransport nach Salzbergen erfolgte über Schienen, von Leer aus auch mit Pünten über die Ems.
1885 wurde das 25-jährige Bestehen der Raffinerie mit einem großen Fest begangen. Lepenau stiftete aus diesem Anlass einen neuen Baldachin für die katholische Kirche. Auf einer Werbekarte, die zum Jubiläum herausgegeben wurde findet sich ein Hinweis auf das Leptometer, ein von Lepenau entwickeltes und nach ihm benannten Gerät zur Bestimmung der Viskosität (Zähflüssigkeit) von Ölen. Dies Gerät war noch Ende der 1920er Jahre für 132 Reichsmark im Handel erhältlich. Es wurde durch das Engler-Viskosimeter vom Markt verdrängt.
Im Oktober 1891 schließlich wurden große Teile der Raffinerie durch ein Feuer zerstört. Das Werk brannte 12 Stunden lang. Der durch die Flammen hell erleuchtete Nachthimmel war bis in das 10 km entfernte Rheine gut zu sehen. Die Schäden waren durch Versicherungen abgedeckt, jedoch konnte der Betrieb erst nach Monaten wieder vollständig aufgenommen werden.

### Umwandlung in eine Kapitalgesellschaft
1892 wurde Lepenaus Schwager Robert Kaufmann Teilhaber. Die kaufmännische Leitung hatte Clemens Masbaum inne, die technische Leitung übernahm der aus Wulfen in Anhalt stammende Chemiker Carl Osterland.
In den folgenden Jahren entwickelte die Raffinerie sich stetig weiter. Ab 1897 wurden die so genannten Diluvialöle in den Handel gebracht, Spezialöle für Walzwerke, Textilindustrie und Dynamomaschinen. Ein von der Firma Lepenau produziertes Fahrradöl erhielt auf der ersten radtouristischen Ausstellung in München im gleichen Jahr das Ehrendiplom mit silberner Medaille für hervorragende Leistungen.
Lepenau, wie auch sein Schwager Robert Kaufmann, waren beide zum Ende des 19. Jahrhunderts gesundheitlich angeschlagen. Schweren Herzens wandelten sie das Unternehmen 1899 in eine Gesellschaft mit beschränkter Haftung um, an der sie anteilsmäßig aber stark beteiligt blieben.
Robert Kaufmann starb am 31. Mai 1900 in Wiesbaden, Wilhelm Lepenau ein Jahr später am 19. Oktober 1901.

## Bedeutung

### Bedeutung für die Raffinerie Salzbergen
Lepenau kam zwar erst einige Monate nach Inbetriebnahme der Fabrik nach Salzbergen, er prägte aber vier Jahrzehnte die außerordentlich erfolgreiche Entwicklung des Werkes und gilt als dessen eigentlicher Begründer. Seine und Robert Kaufmanns Erben waren noch bis Mitte der 1920er Jahre als Gesellschafter neben verschiedenen Hamburger Industriellen an der Fabrik beteiligt.
Nach mehreren Wechseln der Besitzer stieg 1931 die Wintershall AG in einen bestehenden Pachtvertrag ein. 1933 erwarb sie das Werk käuflich. Nach einer fast vollkommenen Zerstörung durch feindliche Bombardierung im Zweiten Weltkrieg wurde es in den Nachkriegsjahren wieder aufgebaut und avancierte zu einer der modernsten und erfolgreichsten Raffinerien Europas.
1994 wurde das „Ölwerk“, wie die Salzbergener es nennen, nach einigen wirtschaftlich schlechteren Jahren an die Hansen-&-Rosenthal-Gruppe aus Hamburg und an die Scholten GmbH aus Münster verkauft. Nach zahlreichen Umstrukturierungen und Investitionen ist die heute unter dem Namen H&RChemPharm-Gruppe als Tochterunternehmen der H&R WASAG AG firmierende Raffinerie mit einer Belegschaftsstärke von ca. 360 einer der größten Arbeitgeber der Gemeinde Salzbergen. 2010 konnte sie als weltweit älteste noch produzierende Fabrik ihrer Art ihr 150. Jubiläum begehen.

### Ehrungen
Die Gemeinde Salzbergen verlieh Lepenau im Jahr 1900 die Ehrenbürgerwürde. Die aus dem Ort ins Raffineriegelände führende Doktor-Lepenau-Straße ist nach Wilhelm Lepenau benannt.